# إدغار كاسيريس
إدغار كاسيريس (بالإسبانية: Edgar Cáceres)‏ هو لاعب كرة قاعدة فنزويلي، ولد في 6 يونيو 1964 في لارا في فنزويلا.

## وصلات خارجية
- إدغار كاسيريس على موقعبيزبول رفرنس.كوم (الدوري الرئيسي) (الإنجليزية)
- إدغار كاسيريس على موقعبيزبول رفرنس.كوم (الدوري الثانوي) (الإنجليزية)
- إدغار كاسيريس على موقع مشجعي الرسوم البيانية (الإنجليزية)